# Dologale dybowskii
La mangusta di Dybowski (Dologale dybowskii Pousargues, 1893), unica specie del genere Dologale Thomas, 1926, è un mammifero carnivoro della famiglia degli Erpestidi.

## Descrizione
Lunga 22–29 cm e pesante 0,25-0,4 kg, quella di Dybowski è una mangusta piccola e simile esteriormente a quella nana, ma leggermente più robusta, con coda più folta; la testa è arrotondata, ma il cranio è più lungo (più di 53 mm); il muso è corto, senza il solco nudo tra labbro superiore e naso tipico del genere Helogale. Si differenzia anche per la dentatura un po' più debole, che pare possa avere 38 denti (ma più spesso 36, poiché quasi sempre manca un premolare superiore). La pelliccia è composta di un sottopelo corto e soffice dal quale spuntano peli setolosi appena un po' più lunghi e ispidi; il colore generale è bruno scuro, finemente macchiettato di giallo-grigio (che è il colore delle anulature dei singoli peli); la testa presenta una macchiettatura ancor più fitta, di color bianco-camoscio, e perciò appare più chiara; il collo e il dorso hanno sfumature giallognole e rossicce; anche la coda ha la parte finale tendente al rossiccio. Le guance e la gola sono grigie; gli arti hanno toni bruni, decisamente neri sulle zampe; queste presentano cinque dita (con unghie delle anteriori assai lunghe e robuste) e suola nuda. Il cranio si differenzia da quello di Mungo perché le porzioni anteriore e posteriore della bulla timpanica sono egualmente sviluppate.

## Distribuzione e habitat
L'esatta estensione dell'areale di questa specie non è nota, ma è certo che viva nella Repubblica Democratica del Congo nord-orientale, nella Repubblica Centrafricana, nelle estreme propaggini meridionali del Sudan e in Uganda. Può darsi inoltre che si spinga più a ovest di quanto sappiamo. I vecchi esemplari conservati al Museo di Storia Naturale di Parigi indicano come luogo di provenienza Sangha, ma non è chiaro se tale dicitura indichi il distretto della Repubblica del Congo o quello della Repubblica Centrafricana.

## Biologia
Delle abitudini di questa specie non sappiamo quasi nulla; probabilmente è diurna e crepuscolare e si nasconde nei termitai (forse la struttura sociale e le abitudini alimentari sono simili a quelle di Helogale).